# Heinz Engelmann (Animator)
Heinz Engelmann (* 30. November 1909 in Breslau; † 1989), Künstlername He Hellerau, war ein deutscher Werbegrafiker, Karikaturist und Animationsfilmer.

## Leben
1909 in Breslau geboren und in Hellerau bei Dresden aufgewachsen, wurde er in einem Atelier für Werbe- und Gebrauchsgrafik künstlerisch ausgebildet. Schon früh brachte er karikaturistische Elemente in seine Auftragsarbeiten ein. Anfang der 1930er Jahre reiste er mit dem Zirkus Sarrasani, für den er die Werbeplakate gestaltete, durch Belgien und arbeitete in Amsterdam für die Theater- und Kino-Zeitschrift City.
Zurück in Deutschland ließ er sich nach Stationen in Berlin und Dresden erneut in Hellerau nieder und legte sich den Künstlernamen H(einz)e(ngelmann) Hellerau zu. Dort kam er bei der Boehner-Film erstmals mit Filmprojekten in Berührung. Er entwickelte eigene Storyboards unter anderem für einen Störtebecker-Trickfilm für die UFA, der dort aber auf Ablehnung stieß.
Erst in den 1950er Jahren war er erneut in der Trickfilm-Produktion beim privaten Koboldfilm-Kollektiv tätig. Er wurde aufgrund dessen einer der ersten Mitarbeiter des staatlichen DEFA-Studios für Trickfilme, wo er zum Chefzeichner aufstieg. Unter seiner Regie entstanden mehrere Animationsfilme, darunter ein Film mit der von ihm kreierten Figur Wattfraß.
Engelmann, der von Zeitgenossen oft als Choleriker bezeichnet wurde, starb 1989.

## Ausstellungen
- 2009/10: „He Hellerau – Mit Schwung von der Graphik zum Film“, Deutsches Institut für Animationsfilm in den Technischen Sammlungen Dresden.